# Betton, Ille-et-Vilaine

Betton este o comună în departamentul Ille-et-Vilaine, Franța. În 1 ianuarie 2022 avea o populație de 12.775 de locuitori.